# Luis Carranza Ugarte
Luis Julián Martín Carranza Ugarte (Lima, 21 de diciembre de 1966) es un economista y académico peruano, expresidente del CAF-Banco de Desarrollo de América Latina.    
Ha desempeñado cargos estatales en su país y cargos gerenciales para organizaciones internacionales. Fue jefe para América Latina y mercados emergentes del Banco BBVA, consultor del Banco Interamericano de Desarrollo. Fue ministro de Economía y Finanzas del Perú entre el 28 de julio de 2006 y el 14 de julio de 2008. Después de la renuncia de Luis Valdivieso, el 19 de enero de 2009, Luis Carranza retomó la dirección del Ministerio de Economía y Finanzas hasta el 21 de diciembre de 2009.

## Biografía
Estudió en el Colegio Pedro Ruiz Gallo. Carranza Ugarte luego estudió economía en la Pontificia Universidad Católica del Perú, donde se graduó como Bachiller en Ciencias Sociales con mención en Economía y se tituló como licenciado en Economía. Realizó una maestría y un doctorado en Economía en la Universidad de Minnesota.
En los Estados Unidos de América trabajó en el Fondo Monetario Internacional.
De 2005 a 2006 fue Economista Jefe para América Latina y Países Emergentes del BBVA.
En el ámbito académico, Carranza se ha desempeñado como Director del Centro para la Competitividad y el Desarrollo de la Universidad de San Martín de Porres, también ha sido profesor de macroeconomía en la Universidad de Navarra.
En 2017 fue elegido presidente ejecutivo de CAF-Banco de Desarrollo de América Latina para el periodo 2017-2022. Renunció a CAF-Banco de Desarrollo de América Latina el 23 de marzo de 2021.

## Actividad política

### Viceministro de Hacienda
En agosto de 2004, fue designado Viceministro de Hacienda por el presidente Alejandro Toledo y bajo la gestión del ministro de Economía y Finanzas, Pedro Pablo Kuczynski.  
Carranza renunció al viceministerio en agosto del 2005, al oponerse a la exoneración del proceso del Sistema Nacional de Inversión Pública (SNIP) de la Carretera Interoceánica. 

### Ministro de Economía

#### Primera gestión (2006-2008)
El 28 de julio de 2006, Carranza juramentó como Ministro de Economía y Finanzas del Perú, como integrante del primer gabinete del segundo gobierno de Alan García Pérez. Carranza fue felicitado por Lourdes Flores, lideresa de Unidad Nacional, quien calificó su nombramiento como "extraordinario". Su nombramiento; sin embargo, fue criticado por Unión por el Perú y líderes de la Confederación General de Trabajadores del Perú. 
Tanto durante el 2006 y 2007, Carranza desarrolló e implementó diversas reformas, a nivel presupuestario como a nivel tributario. Reformuló el presupuesto público del Perú, frenando crecimiento del gasto corriente (sueldos y salarios) e incrementando de forma sustancial la inversión pública (50% en el 2007). Asimismo, eliminó en gran medida los derechos arancelarios, llevando al Perú a una tasa efectiva promedio del 2.5%, posicionando al Perú como una de las economías más abiertas de la región, y con más del 80% de su universo arancelario desgravado. Reforzó la descentralización de recursos, depositando anticipadamente los derechos de canon a los gobiernos regionales, y realizó cambios en el Sistema Nacional de Inversión Pública (SNIP) para acelerar los procesos de inversión en infraestructura. Eliminó históricas exoneraciones geográficas en la selva, amplió los regímenes de devolución de IGV anticipado a todos los sectores económicos, y eliminó la exoneración del impuesto a la renta para las ganancias de capital, entre otras medidas. Por el lado de la deuda pública, inició agresivos procesos de reestructuración y pre-pago de deuda externa por un equivalente al 5% del PBI. 
Durante su gestión, el Perú consiguió reiterados años consecutivos de crecimientos sumamente altos y con baja inflación. En el 2006, creció 7.6%, con una inflación del 1%. En el 2007, según lo anunciado por el Ministerio de Economía y Finanzas, así como por diversos analistas, el Perú creció un 8.3%, con una inflación del 3.9% y en el 2008 Perú creció un 9.8%, con una inflación de un 4.5%.
Luis Carranza Ugarte fue calificado por la revista América Economía como el mejor ministro de Economía de la región latinoamericana, en su edición de noviembre de 2007, donde figuró en la portada.
En julio de 2008 renunció al ministerio.

#### Segunda gestión (2009)
En enero de 2009 juramentó nuevamente como ministro de Economía y Finanzas.
Durante su segunda gestión el país tuvo un crecimiento del 1% aún en el medio de una crisis mundial y el consecuente deterioro de las cotizaciones internacionales de las exportaciones peruanas (crisis con una dramática contracción de -5% en los productos brutos internos del primer mundo entre 2008-2009). Según diversos estudios del Banco Central de Reserva del Perú, el FMI y el Banco Mundial, las reformas y medidas implementadas por Carranza durante sus dos gestiones permitirían a Perú mantener una década de alto crecimiento, sustentado en sólidos fundamentos productivos. 
En diciembre de 2009 renunció al ministerio de Economía para continuar con sus actividades personales. El presidente Alan García destacó los logros alcanzados en la gestión.
| Predecesor: Fernando Zavala Lombardi | Ministro de Economía y Finanzas del Perú 28 de julio de 2006 a 14 de julio de 2008     | Sucesor: Luis Valdivieso          |
| Predecesor: Luis Valdivieso          | Ministro de Economía y Finanzas del Perú 19 de enero de 2009 a 21 de diciembre de 2009 | Sucesor: Mercedes Aráoz Fernández |
| Predecesor: Kurt Burneo              | Viceministro de Hacienda agosto de 2004 - agosto de 2005                               | Sucesor: Waldo Mendoza Bellido    |